# 邢敦行
邢敦行（？—1788年），字立德，號恕堂，直隸安州人。清朝軍事將領。
乾隆四十三年（1778年）一甲一名武進士。自頭等侍衛累遷兩廣督標後營參將、廣西梧州協副將、廣東三江口協副將。阮惠攻黎城，戰死。敦行事母孝，將出戰，解衣付其僕，使歸告母。予卹贈總兵銜、騎都尉。